# Sottobosco a Pontaubert
Sottobosco a Pontaubert (Sous-bois à Pontaubert) è un dipinto a olio su tela (79,1×62,5 cm) realizzato tra il 1881 e il 1882 dal pittore francese Georges-Pierre Seurat attualmente conservato al Metropolitan Museum of Art di New York.

## Descrizione
Fra l'estate e l'autunno del 1881 Seurat trascorse due mesi a Pontaubert, villaggio della Borgogna nel massiccio del Morvan, caro a Daubigny, Corot e altri artisti della scuola di Barbizon. Di primo acchito l'artista lavora en plein air come gli impressionisti, sperimentando i contrasti di colore, la luce, la direzione delle linee: il trattamento del fogliame e la struttura del paesaggio rivelano invece l'ascendente di Corot e dei paesaggisti di Barbizon. È verosimile tuttavia che il dipinto, iniziato sul posto, fosse completato l'inverno seguente nell'atelier che l'artista condivideva con Aman-Jean, quando probabilmente aggiunse i tocchi chiari sulla corteccia degli alberi, forse nell'intento di perfezionare un proprio linguaggio cromatico che poi si sarebbe codificato nel pointillisme. In questa sinfonia di verdi smorzati Seurat riprende il motivo verticale dell'albero in primo piano presente nell'Uomo che si affaccia al parapetto. In questo caso, tuttavia, in conseguenza anche al diverso medium, il contrasto fra gli esili tronchi in primo piano e gli elementi in secondo piano è meno accentuato e nel dipinto prevale una luce diffusa che trasmette una sensazione di pace. Le opere di questo periodo sono da considerarsi esperimenti in vista di un approdo che si sta lentamente delineando nella mente dell'artista. In effetti, secondo alcuni critici, siamo sulla soglia della nuova stagione pittorica che segnerà la figura e la carriera di Seurat.